# Liste der Einträge im National Register of Historic Places im Washington County (Texas)
Die Liste der Registered Historic Places im Washington County führt alle Bauwerke und historischen Stätten im texanischen Washington County auf, die in das National Register of Historic Places aufgenommen wurden.

## Aktuelle Einträge
| Lfd. Nr. | Name                                                              | Bild | Datum der Eintragung | Adresse/Lage | Ort                      | ID-Nr.   | Beschreibung |
| -------- | ----------------------------------------------------------------- | ---- | -------------------- | --- | ------------------------ | -------- | ------------ |
| 1        | Allcorn-Kokemoor Farmstead                                        |      | 6. Aug. 1998         | Independence Rd., 5 mi. N of Brenham                                                                                     | Brenham                  | 98001015 |              |
| 2        | Almot Schlenker House                                             |      | 29. März 1990        | 405 College | Brenham                  | 90000461 |              |
| 3        | Asa Hoxey House                                                   |      | 29. Juni 1976        | W of Independence | Independence             | 76002083 |              |
| 4        | Bassett and Bassett Banking House                                 |      | 21. Apr. 1983        | 222 E. Main St. | Brenham                  | 83003168 |              |
| 5        | Becker-Hildebrandt House                                          |      | 29. März 1990        | 1402 S. Church | Brenham                  | 90000456 |              |
| 6        | Blinn College Main Building                                       |      | 6. Dez. 1978         | 804 College Ave. | Brenham                  | 78002998 |              |
| 7        | Blinn College                                                     |      | 29. März 1990        | Roughly bounded by Third, Jackson, Fifth, Green, College, and High                                                       | Brenham                  | 90000446 |              |
| 8        | Blue Bell Creameries Complex                                      |      | 29. März 1990        | 602 Creamery | Brenham                  | 90000468 |              |
| 9        | Brenham Downtown Historic District                                |      | 10. März 2004        | Roughly bounded W. Vulcan, E. Vulcan, South Market, West First, Bassett, S. Austin and N. Austin                         | Brenham                  | 04000154 |              |
| 10       | Brenham High School Gymnasium                                     |      | 29. März 1990        | 1301 S. Market | Brenham                  | 90000467 |              |
| 11       | Brenham High School                                               |      | 29. März 1990        | 1301 S. Market | Brenham                  | 90000466 |              |
| 12       | Brenham School                                                    |      | 29. März 1990        | 600 E. Alamo | Brenham                  | 90000454 |              |
| 13       | Brenham Water Works                                               |      | 29. März 1990        | 1105 S. Austin | Brenham                  | 90000465 |              |
| 14       | Brockschmidt-Miller House                                         |      | 29. März 1990        | 806 S. Day | Brenham                  | 90000451 |              |
| 15       | Burton Commercial Historic District                               |      | 11. Juni 1991        | Roughly bounded by Railroad, Live Oak, Brazos and Burton, including area S of Railroad between Washington and Texas Sts. | Burton                   | 91000709 |              |
| 16       | Burton Farmers Gin                                                |      | 11. Juni 1991        | Main St. SE of Burton St.                                                                                                | Burton                   | 91000712 |              |
| 17       | Burton High School                                                |      | 11. Juni 1991        | Jct. of Main St. and FM 390                                                                                              | Burton                   | 91000711 |              |
| 18       | Chappell Hill Circulating Library                                 |      | 20. Feb. 1985        | Cedar St. | Chappell Hill            | 85000343 |              |
| 19       | Chappell Hill Methodist Episcopal Church                          |      | 20. Feb. 1985        | Church St. | Chappell Hill            | 85000344 |              |
| 20       | Chappell Hill Public School and Chappell Hill Female College Bell |      | 20. Feb. 1985        | Poplar St. | Chappell Hill            | 85000345 |              |
| 21       | Dr. Charles Laas House                                            |      | 11. Juni 1991        | NE corner of Live Oak and Colorado Sts.                                                                                  | Burton                   | 91000717 |              |
| 22       | Dr. Robert Lenert House                                           |      | 29. März 1990        | 602 S. Market | Brenham                  | 90000457 |              |
| 23       | E. King Felder House                                              |      | 20. Feb. 1985        | Haller st. | Chappell Hill            | 85000346 |              |
| 24       | East Brenham                                                      |      | 29. März 1990        | Roughly bounded by Crockett, Embrey, E. Academy, Ross, E. Main, Market, Sycamore, Cottonwood, Botts, McIntyre, and Alma  | Brenham                  | 90000445 |              |
| 25       | Edgar Matchett House                                              |      | 29. März 1990        | 502 W. Main | Brenham                  | 90000462 |              |
| 26       | Edmund Holle House                                                |      | 29. März 1990        | 1002 S. Day | Brenham                  | 90000458 |              |
| 27       | F. W. Schuerenberg House                                          |      | 29. März 1990        | 503 W. Alamo | Brenham                  | 90000469 |              |
| 28       | Fritz Paul and Emma Schroeder House                               |      | 30. Sep. 1994        | Co. Rd. 68, N side, N of Brenham                                                                                         | Brenham                  | 94001169 |              |
| 29       | Gantt-Jones House                                                 |      | 16. Nov. 1979        | 1.5 mi. NW of Burton off SR 1697                                                                                         | Burton                   | 79003022 |              |
| 30       | Giddings-Stone Mansion                                            |      | 24. Juni 1976        | 204 E. Stone St. | Brenham                  | 76002080 |              |
| 31       | Giddings-Wilkin House                                             |      | 12. Dez. 1976        | 805 Crocket St. | Brenham                  | 76002081 |              |
| 32       | Hatfield Plantation                                               |      | 25. Jan. 1971        | NW of Brenham off FM 912                                                                                                 | Brenham                  | 71000971 |              |
| 33       | Herbert Nienstedt House                                           |      | 11. Juni 1991        | NE corner of Brazos and Washington Sts.                                                                                  | Burton                   | 91000718 |              |
| 34       | Hodde Drugstore                                                   |      | 11. Juni 1991        | Main St. SE of Burton St.                                                                                                | Burton                   | 91000713 |              |
| 35       | Isaac Applewhite House                                            |      | 20. Feb. 1985        | Church St. | Chappell Hill            | 85000342 |              |
| 36       | J. R. Routt House                                                 |      | 20. Feb. 1985        | Chestnut St. | Chappell Hill            | 85000348 |              |
| 37       | James Walker Log House                                            |      | 21. Aug. 1989        | Co. Rd. 80 | Brenham                  | 89001143 |              |
| 38       | John M. Brown House                                               |      | 16. Apr. 1975        | S of Washington on FM 912                                                                                                | Washington-on-the-Brazos | 75002010 |              |
| 39       | John Sterling Smith Jr. House                                     |      | 20. Feb. 1985        | Chestnut St. | Chappell Hill            | 85000349 |              |
| 40       | Kneip-Bredthauer House                                            |      | 11. Juni 1991        | SE corner of Colorado and Cedar                                                                                          | Burton                   | 91000719 |              |
| 41       | Main Street Historic District                                     |      | 15. Mai 1985         | Main St. | Chappell Hill            | 85001175 |              |
| 42       | Mrs. Sam Houston House                                            |      | 22. Okt. 1970        | FM 390, 1 block E of jct. with FM 50                                                                                     | Independence             | 70000775 |              |
| 43       | Mt. Zion Methodist Church                                         |      | 29. März 1990        | 500 High | Brenham                  | 90000450 |              |
| 44       | Pampell-Day House                                                 |      | 15. Okt. 1970        | 409 W. Alamo St. | Brenham                  | 70000774 |              |
| 45       | R. A. Schuerenberg House                                          |      | 29. März 1990        | 703 S. Market | Brenham                  | 90000463 |              |
| 46       | Red House                                                         |      | 25. Jan. 1971        | NE of Gay Hill via TX 36 and FM 390                                                                                      | Gay Hill                 | 71000972 |              |
| 47       | Reichardt-Low House                                               |      | 29. März 1990        | 609 S. Austin | Brenham                  | 90000455 |              |
| 48       | Reue-Eickenhorst House                                            |      | 27. Apr. 1995        | FM Hwy. 2621, 0.5 mi. E of jct. with TX 50                                                                               | Brenham                  | 95000519 |              |
| 49       | Santa Fe Railway Company Freight Depot                            |      | 29. März 1990        | 214 S. Austin | Brenham                  | 90000459 |              |
| 50       | Schlenker-Kolwes House                                            |      | 29. März 1990        | 1304 S. Market | Brenham                  | 90000460 |              |
| 51       | Schmidt House                                                     |      | 10. Dez. 1990        | 906 W. 5th St. | Brenham                  | 90001806 |              |
| 52       | Southern Pacific Railroad Freight Depot                           |      | 29. März 1990        | 306 S. Market | Brenham                  | 90000453 |              |
| 53       | St. Mary's Catholic Church                                        |      | 29. März 1990        | 701 Church | Brenham                  | 90000452 |              |
| 54       | Stagecoach Inn                                                    |      | 12. Dez. 1976        | Main and Chestnut Sts.                                                                                                   | Chappell Hill            | 76002082 |              |
| 55       | Synagogue B'nai Abraham                                           |      | 29. März 1990        | 302 N. Park | Brenham                  | 90000464 |              |
| 56       | US Post Office-Federal Building-Brenham                           |      | 29. März 1990        | 105 S. Market | Brenham                  | 90000449 |              |
| 57       | W. E. Seelhorst House                                             |      | 29. März 1990        | 702 Seelhorst | Brenham                  | 90000470 |              |
| 58       | W. W. Browning House                                              |      | 20. Jan. 1972        | S of Chappell Hill near jct. of U.S. 290 and FM 1155                                                                     | Chappell Hill            | 72001376 |              |
| 59       | Washington County Courthouse                                      |      | 29. März 1990        | 110 E. Main | Brenham                  | 90000447 |              |
| 60       | Waverly                                                           |      | 14. Apr. 1983        | FR 2447 | Chappell Hill            | 83003169 |              |
| 61       | Wehring Shoe Shop and Residence                                   |      | 11. Juni 1991        | Main St. SE of Burton St.                                                                                                | Burton                   | 91000714 |              |
| 62       | William Edward Sanders House                                      |      | 11. Juni 1991        | Railroad St. SE of US 290                                                                                                | Burton                   | 91000716 |              |
| 63       | William Neumann House                                             |      | 18. Juni 1991        | Navasota St. W of Washington St.                                                                                         | Burton                   | 91000710 |              |
| 64       | William Nienstedt House                                           |      | 11. Juni 1991        | SE corner of Brazos and Texas Sts.                                                                                       | Burton                   | 91000715 |              |
| 65       | William S. Rogers House                                           |      | 20. Feb. 1985        | Cedar St. | Chappell Hill            | 85000347 |              |
| 66       | Wood-Hughes House                                                 |      | 29. März 1990        | 614 S. Austin | Brenham                  | 90000448 |              |